# 金牛座DG B
金牛座DG B是靠近金牛T星 金牛座DG的一顆初期恆星體。它位於星座金牛座內，距離地球450光年（140秒差距）。對金牛座DG B的觀測始於1995年10月，隨後於當年12月使用在歐文斯谷由6架天線構成的毫米波陣列進行觀測。 它最顯著的特徵是從天體兩側發出的分子氣體和塵埃的雙極噴流。紅移的一氧化碳排放物從未確定的來源延伸到天體西北部6000AU，並在噴流周圍對稱分佈，而藍移的一氧化碳排放物僅限於半徑約500 AU的區域。radius.。